# Полиаккорд

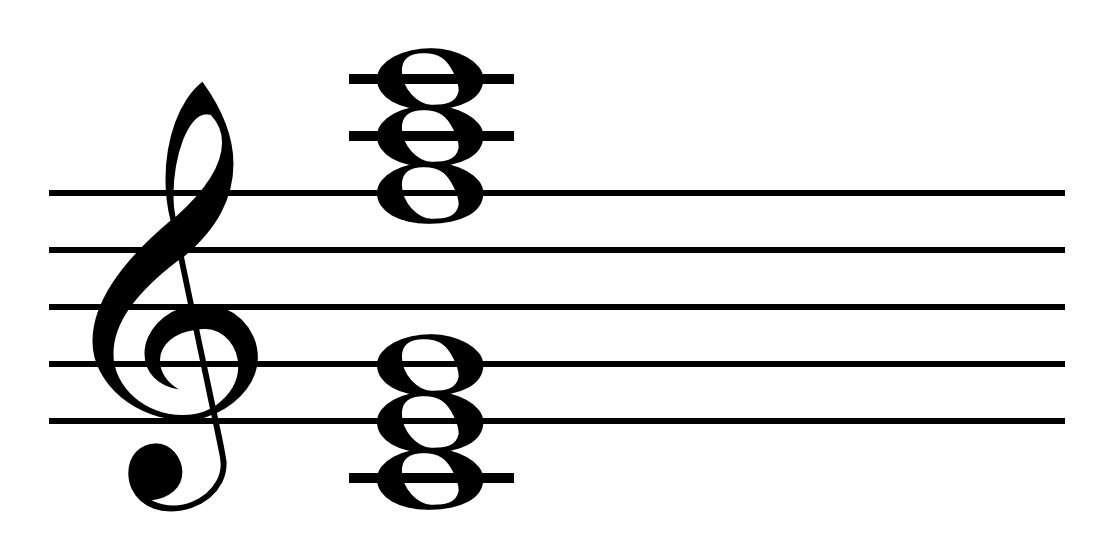
Полиаккорд, состоящий из двух субаккордов — до-мажорного и фа-мажорного трезвучий

Полиакко́рд (от др.-греч. πολύς — «многий», «многочисленный», и аккорд) — аккорд комплексной (составной) структуры, то есть многозвучие, расслаивающееся на относительно самостоятельные части либо складывающееся из двух или нескольких относительно самостоятельных частей-аккордов.
Полиаккорд имеет вид двух или нескольких различных по звуковому составу аккордов, звучащих одновременно.
Части полиаккорда называются субаккордами. Один из субаккордов (чаще нижний) в большинстве случаев составляет ядро (или основу) полиаккорда, а основной тон такого субаккорда становится основным тоном всего созвучия. Полиаккорд нередко образуется в «пластовой (аккордовой) полифонии» — ткани, где каждый «голос» (точнее, слой) представлен (суб)аккордовым последованием.
Полиаккорды начали употребляться композиторами в период позднего романтизма и получили распространение в музыке XX века (С. С. Прокофьев, И. Ф. Стравинский, Г. В. Свиридов).